# درومونفيل
درومونفيل (بالفرنسية: Drummondville)‏ مدينة فرانكوفونية في غرب مقاطعة كيبك الكندية.

## المناخ
يظهر الجدول التالي التغييرات المناخية على مدار السنة لدرومونفيل:
| البيانات المناخية لـدرومونفيل      | البيانات المناخية لـدرومونفيل | البيانات المناخية لـدرومونفيل | البيانات المناخية لـدرومونفيل | البيانات المناخية لـدرومونفيل | البيانات المناخية لـدرومونفيل | البيانات المناخية لـدرومونفيل | البيانات المناخية لـدرومونفيل | البيانات المناخية لـدرومونفيل | البيانات المناخية لـدرومونفيل | البيانات المناخية لـدرومونفيل | البيانات المناخية لـدرومونفيل | البيانات المناخية لـدرومونفيل | البيانات المناخية لـدرومونفيل |
| الشهر                              | يناير                         | فبراير                        | مارس                          | أبريل                         | مايو                          | يونيو                         | يوليو                         | أغسطس                         | سبتمبر                        | أكتوبر                        | نوفمبر                        | ديسمبر                        | المعدل السنوي                 |
| ---------------------------------- | ----------------------------- | ----------------------------- | ----------------------------- | ----------------------------- | ----------------------------- | ----------------------------- | ----------------------------- | ----------------------------- | ----------------------------- | ----------------------------- | ----------------------------- | ----------------------------- | ----------------------------- |
| الدرجة القصوى °م (°ف)              | 16.0 (60.8)                   | 15.5 (59.9)                   | 25.0 (77.0)                   | 30.5 (86.9)                   | 33.9 (93.0)                   | 35.0 (95.0)                   | 36.7 (98.1)                   | 36.1 (97.0)                   | 34.0 (93.2)                   | 28.9 (84.0)                   | 23.3 (73.9)                   | 20.6 (69.1)                   | 36.7 (98.1)                   |
| متوسط درجة الحرارة الكبرى °م (°ف)  | −5.4 (22.3)                   | −3.4 (25.9)                   | 2.2 (36.0)                    | 11.0 (51.8)                   | 18.6 (65.5)                   | 23.6 (74.5)                   | 25.8 (78.4)                   | 24.7 (76.5)                   | 20.0 (68.0)                   | 12.5 (54.5)                   | 5.4 (41.7)                    | −2 (28)                       | 11.1 (52.0)                   |
| المتوسط اليومي °م (°ف)             | −10.2 (13.6)                  | −8.3 (17.1)                   | −2.6 (27.3)                   | 6.1 (43.0)                    | 13.1 (55.6)                   | 18.4 (65.1)                   | 20.9 (69.6)                   | 19.7 (67.5)                   | 15.1 (59.2)                   | 8.3 (46.9)                    | 1.8 (35.2)                    | −6 (21)                       | 6.4 (43.5)                    |
| متوسط درجة الحرارة الصغرى °م (°ف)  | −14.9 (5.2)                   | −13.1 (8.4)                   | −7.3 (18.9)                   | 1.0 (33.8)                    | 7.5 (45.5)                    | 13.1 (55.6)                   | 15.8 (60.4)                   | 14.6 (58.3)                   | 10.2 (50.4)                   | 4.0 (39.2)                    | −1.9 (28.6)                   | −9.9 (14.2)                   | 1.6 (34.9)                    |
| أدنى درجة حرارة °م (°ف)            | −42.8 (−45.0)                 | −40.6 (−41.1)                 | −35 (−31)                     | −20.6 (−5.1)                  | −12.2 (10.0)                  | −1.7 (28.9)                   | 1.7 (35.1)                    | 1.0 (33.8)                    | −6.1 (21.0)                   | −12.8 (9.0)                   | −25 (−13)                     | −40 (−40)                     | −42.8 (−45.0)                 |
| الهطول مم (إنش)                    | 85.7 (3.37)                   | 71.9 (2.83)                   | 69.8 (2.75)                   | 79.8 (3.14)                   | 94.2 (3.71)                   | 102.3 (4.03)                  | 106.2 (4.18)                  | 106.0 (4.17)                  | 94.9 (3.74)                   | 101.5 (4.00)                  | 103.7 (4.08)                  | 97.6 (3.84)                   | 1٬113٫6 (43.84)               |
| معدل هطول الأمطار مم (إنش)         | 26.1 (1.03)                   | 19.4 (0.76)                   | 33.8 (1.33)                   | 68.9 (2.71)                   | 94.0 (3.70)                   | 102.3 (4.03)                  | 106.2 (4.18)                  | 106.0 (4.17)                  | 94.9 (3.74)                   | 100.3 (3.95)                  | 84.0 (3.31)                   | 36.4 (1.43)                   | 872.3 (34.34)                 |
| متوسط تساقط الثلوج سم (إنش)        | 59.6 (23.5)                   | 52.5 (20.7)                   | 35.9 (14.1)                   | 11.2 (4.4)                    | 0.3 (0.1)                     | 0 (0)                         | 0 (0)                         | 0 (0)                         | 0 (0)                         | 1.3 (0.5)                     | 19.7 (7.8)                    | 61.2 (24.1)                   | 241.7 (95.2)                  |
| متوسط أيام هطول الأمطار (≥ 0.2 mm) | 14.8                          | 11.9                          | 11.9                          | 12.5                          | 13.4                          | 13.7                          | 13.7                          | 12.1                          | 12.3                          | 13.2                          | 14.8                          | 14.9                          | 159.2                         |
| متوسط الأيام الممطرة (≥ 0.2 mm)    | 2.9                           | 2.5                           | 6.3                           | 11.4                          | 13.4                          | 13.7                          | 13.7                          | 12.1                          | 12.3                          | 13.0                          | 11.5                          | 4.2                           | 117                           |
| متوسط الأيام المثلجة (≥ 0.2 cm)    | 13.0                          | 9.8                           | 7.0                           | 2.2                           | 0.1                           | 0                             | 0                             | 0                             | 0                             | 0.5                           | 4.4                           | 11.3                          | 48.3                          |
| المصدر: Environment Canada         |                               |                               |                               |                               |                               |                               |                               |                               |                               |                               |                               |                               |                               |

## السكان
بلغ عدد سكانها 67,392 نسمة حسب التعداد العام للسكان عام 2006.

## أعلام
- مارسيل ديون
- ليستير باتريك
- جيسيكا دوبيه
- كارين فاناس
- كليمنت فنسنت
- صموئيل نيوتن